# 小雪 (日本賽馬)
小雪（日語：ユキチャン）是日本賽馬史上第一匹在重賞比賽中獲勝的稀有白毛馬。活躍於2007-2010年，馬主為三冠馬王大震撼的擁有者金子真人。

## 競賽生涯

### 2007年：兩歲賽季
7月8日初次上陣，因其兄ホワイトベッセル在之前的三歲未勝利賽事中獲勝而在處女戰中得到第二人氣的關注度，可惜在比賽中受到其他馬匹妨礙只得第14名。其後在12月8日一場2歳未勝利比賽中輕鬆獲勝。

### 2008年：三歲賽季
在ミモザ賞（500万下）獲勝後進軍中央重賞，經過サンスポ賞フローラS失利後，找來了武豐執韁，於關東橡樹大賽中以多個馬位獲勝，成為日本史上首匹勝出交流重賞之白毛馬。後來因患上蕁麻疹而錯失挑戰一級賽日本泥地打比的機會。接著連敗三場（包括秋華賞），最後一場クイーン賞（G2）以第二名過終點。

### 2009年：四歲賽季
1月參加TCK女王盃，以一個馬身位之差獲得亞軍。然後在エンプレス杯及マリーンC相繼落第，幕後以中央馬場的限制條件及獲得賞金的難度，10月由中央馬場降格至地方馬場出走。12月，拿下クイーン賞。

### 2010年：五歲賽季
1月，小雪再度參加TCK女王盃，結果一雪前恥，以一番人氣身份獲勝。此後在春季及夏季分別患上感冒及夏季熱，錯過不少機會。最後宣佈退役，轉作繁殖牝馬。

## 戰績
G2：關東橡樹大賽G2（2008年）

G3：女王杯（2009年）、TCK女王盃競走（2010年）

## 榮譽
2011年1月11日，獲得NARグランプリ最優秀牝馬榮譽，成為史上第一匹獲得該榮譽的白毛馬。

## 血統
父系：大洋船（クロフネ）

母系：白雪姬（シラユキヒメ）

外祖父：週日寧靜（Sunday Silence）

## 外部連結
- 賽績 （页面存档备份，存于）
- 血統 （页面存档备份，存于）
- 日本白毛賽馬列表 （页面存档备份，存于）